# Gene DeWeese
Gene DeWeese, né le 31 janvier 1934 à Rochester dans l'Indiana et mort le 19 mars 2012 à Milwaukee dans le Wisconsin, est un écrivain américain, ayant principalement œuvré dans le domaine de la science-fiction.

## Biographie

### Jeunesse
Thomas DeWeese naît le 31 janvier 1934 à Rochester, dans l'Indiana. Diplômé en électronique du Valparaiso Technical Institute en 1953, il travaille ensuite comme technicien pour Delco à Kokomo de 1954 à 1959, puis comme écrivain technique à Milwaukee dans le Wisconsin de 1959 à 1974. Il épouse Beverly Amers en 1955.

### Écrivain
Fan de science-fiction, les premières histoires de Thomas DeWeese sont publiées dans des fanzines. Ses premières œuvres de fiction publiées de façon professionnelles, The Invisibility Affair et The Mind-Twisters Affair (en 1967), font partie d'une série de novélisations de la série Des agents très spéciaux, écrits avec Robert Coulson (en) sous le pseudonyme de Thomas Stratton, qu'eux deux avaient déjà utilisé dans des fanzines. DeWeese écrit ensuite plus de 40 livres, dont des romans pour les séries Star Trek, Ravenloft, Dinotopia et Amazing Stories. Son roman The Adventures of a Two-Minute Werewolf (en) est adapté pour la télévision en 1985.
Il meurt à Milwaukee le 19 mars 2012 à 78 ans, d'une démence à corps de Lewy. Ses documents rédigés entre 1967 et 2002 sont conservés à la bibliothèque de l'université du Sud du Mississippi.